# Nicola Malinconico

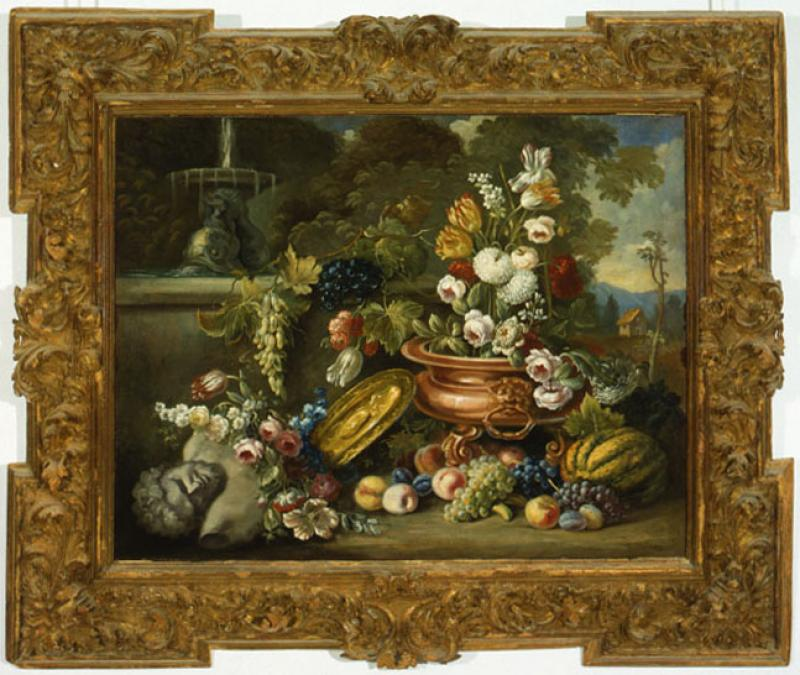
Nicola Malinconico, Natura morta, olio su tela, Pinacoteca metropolitana di Bari

Nicola Malinconico, o Nicolò (Napoli, 8 agosto 1663 – Napoli, 25 marzo 1726), è stato un pittore italiano d'epoca barocca.

## Biografia
Figlio di Andrea Malinconico e di Antonia De Popoli figlia del pittore Giacinto De Popoli, le prime lezioni le ebbe nella bottega paterna, insieme a suo fratello maggiore Oronzo, con il quale lavorò per la realizzazione di alcune opere. Fu seguace di Luca Giordano, tanto da essere chiamato a sostituirlo - quando questi andrà in Spagna - per realizzare la pala Martirio di sant'Alessandro, nel'abside del duomo di Bergamo, nel 1693.
Prima di terminare quest'opera, il 21 gennaio 1694 gli vennero commissionate dieci tele, per la chiesa di Santa Maria Maggiore di Bergamo, tra cui una Madonna Immacolata e un Sogno di San Giuseppe. Per la Parrocchiale di Stezzano (Bg) ha dipinto la pala per il vecchio Altare Maggiore "Madonna con Bambino tra i santi Giovanni Battista e Pietro" ora nella cappella di San Giovanni.
Molte furono le sue opere su tela di carattere religioso; il suo stile risente sia del cromatismo del Giordano, sia della maniera di solimeliana, appresa in un viaggio in Spagna. Ha dipinto l'abside della Chiesa di San Michele Arcangelo ad Anacapri, oltre ad opere che richiamavano i lavori di Pietro Paolo Bonzi e di Paolo Porpora.
Nel 1700 sposò Rosa Teresa De Magistris, dalla quale ebbe numerosi figli, tra i quali Carlo che proseguì il lavoro del padre.
Intorno al 1700 il vescovo Oronzo Filomarini gli commissionò la decorazione della cattedrale di Gallipoli. Completò grandi tele, aventi come soggetto: Cristo scaccia i mendicanti dal tempio nella contro-facciata; Entrata in Gerusalemme, Il miracolo dello zoppo, La sepoltura di Sant'Agata. Sul soffitto dipinse Sant'Agata ferma l'eruzione dell'Etna; Sant'Agata visita San Pietro in cella; la Gloria di Sant'Agata, Processo e condanna di Sant'Agata (1715) e Martirio di San Sebastiano.
Autore della tela della Madonna delle Grazie tra Sant'Ignazio di Loyola e Sant'Anna (1707), nell'Abbazia di Santa Maria Maddalena in Armillis, in Sant'Egidio del Monte Albino.
A Napoli, nella chiesa di Santa Maria Donnalbina, realizzò intorno al 1701 un vasto ciclo di dipinti: l'affresco della controfacciata con Cristo che entra in Gerusalemme e le tele del soffitto con Assunzione (firmata) e Sant'Agnello che scaccia i Saraceni da Napoli, nonché otto figure affrescate di Santi, tra le finestre.

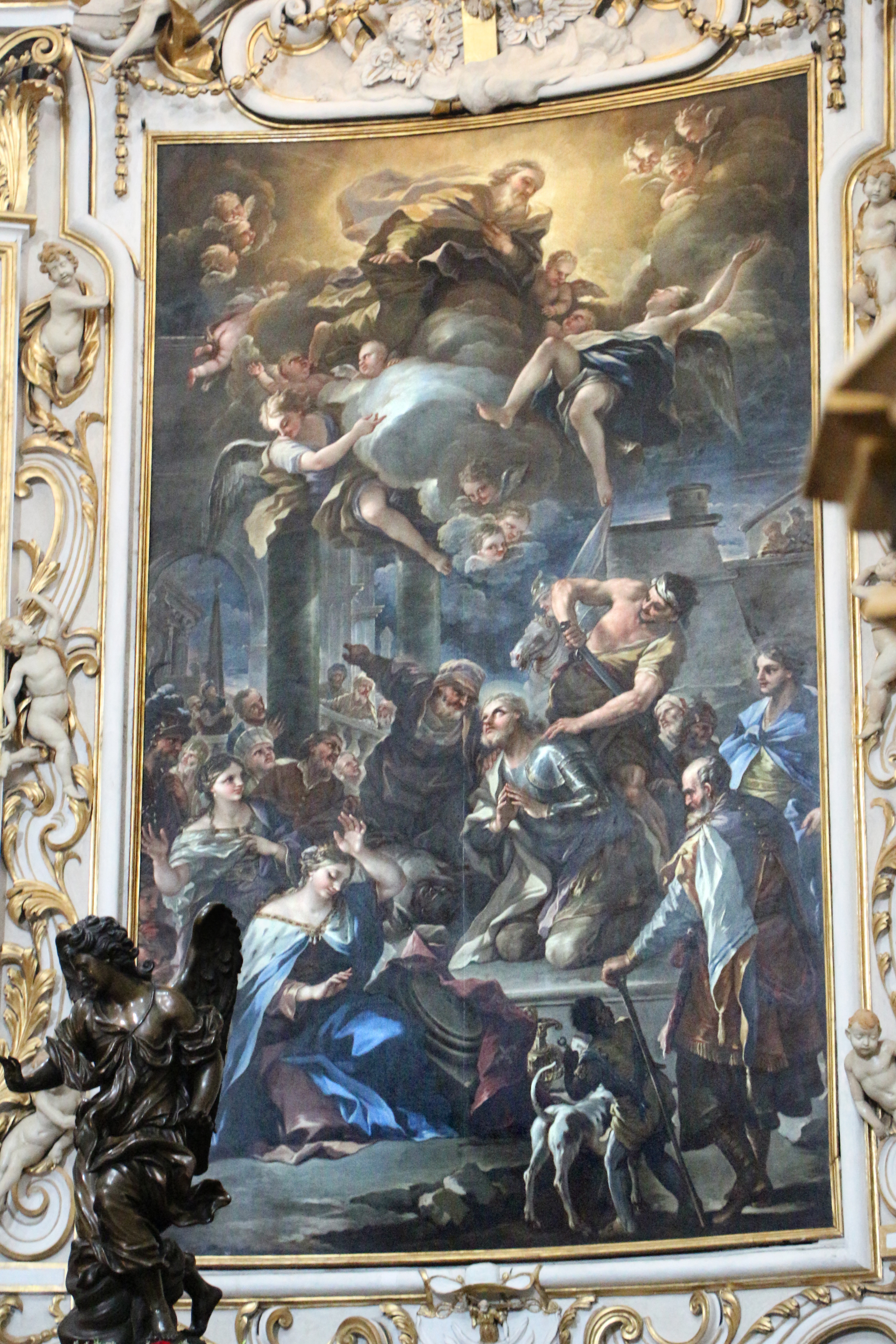
Nicola e Oronzo Malinconico, Martirio di Sant'Alessandro, Duomo di Bergamo 1695

Un secondo ciclo di pitture fu completato con l'aiuto del figlio Carlo.
Queste opere di Nicola Malinconico decorano gli altari laterali della Chiesa di Santa Maria della Mercede e Sant'Alfonso Maria de' Liguori, a Napoli: San Francesco d'Assisi, II a destra; San Nicola di Bari, III a destra; San Carlo Borromeo, I a sinistra; San Francesco di Paola, II a sinistra.
La galleria dell'Accademia di belle arti di Napoli possiede una Sacra famiglia, olio su tela, 195x288 cm.
A Malinconico sono attribuiti due dipinti conservati nel Santuario dell'Immacolata Concezione a Frattamaggiore; questa paternità sarebbe documentata da una partita di 20 ducati, saldata e registrata da atti bancari nel 1708.

## Opere
- Natura morta con pavone, Accademia di belle arti di Vienna
- Martirio di sant'Alessandro, (1693–94), pala d'altare maggiore nel Duomo di Bergamo
- Assunta in cielo con san Tommaso Becket chiesa Madre, già cattedrale di Santa Maria Assunta, Mottola
- Santa Rosalia eremita, olio su tela (142 × 117 cm), (1710-1720) Museo diocesano (Palermo)
- Comunione di san Bernardo , Chiesa della Croce di Lucca, Napoli
- San Benedetto e San Paolino (Cappella del Beato Giovanni Marinoni). Basilica di San Paolo Maggiore, Napoli
- Joshua ferma il sole, Pinacoteca di Brera, Sala 34, Milano
- Trasporto del Sacro Arco, Pinacoteca di Brera, Sala 34, Milano
- Natività della Vergine , olio su tela (240 × 156 cm), Santuario della Madonna della Catena, Cassano all'Ionio, Cosenza
- Madonna col Bambino tra san Felice di Nola e il vescovo Severo di Napoli , Cappella Carmignani a San Giovanni in Porta, Napoli (1692)
- San Gregorio Magno, Chiesa di Policastro (1692)
- Madonna del Rosario, (1715 ca.), Chiesa di San Gregorio Armeno, Napoli
- San Carlo Borromeo, Chiesa di Santa Maria della Mercede e Sant'Alfonso Maria de' Liguori, Napoli
- L'ingresso di Gesù in Gerusalemme, affresco, Chiesa di Santa Maria Donnalbina, Napoli
- Nozze di Cana, (1724), refettorio Certosa di San Martino, Napoli
- Sacra famiglia, Galleria dell'Accademia di belle arti, Napoli
- Affreschi con l'Assunzione di Maria sul soffitto e scene dell'Antico Testamento sulle pareti nella sacrestia Chiesa dei Santi Apostoli (Napoli), (1725-1726)
- San Michele, (1718), in San Michele, Anacapri
- Il giudizio di Paride, Pinacoteca Malaspina, Pavia[11]
- Il buon samaritano, Palazzo Pretorio (Prato), Prato
- Madonna con il Bambino e i santi Gennaro e Francesco da Paola, Chiesa della Santissima Trinità dei Pellegrini, Napoli
- Sant'Anna e la Vergine bambina, Chiesa di San Giuseppe a Chiaia, Napoli
- Grande decorazione (59 scene in totale) con la vita di sant'Agata, Duomo di Gallipoli (dipinto con il figlio Carlo Malinconico)
- Compianto sul Corpo di Abele, (olio su tela), Museo Nazionale di Capodimonte, Napoli[12]
- Predicazione di Santa Rosa da Viterbo , (olio su tela), Basilica di San Bernardino, L'Aquila
- San Francesco, Santa Chiara, Santa Elisabetta, Santa Colletta, Eterno Padre Benedicente; olii su tela, Chiesa di Santa Maria di Gerusalemme, Napoli
- Nascità di Maria, Annunciazione, (olii su tela), Basilica di Santa Maria della Pazienza, Napoli

## Onorificenze
Nel 1703 fu nominato Cavaliere, e nel 1706 ebbe il titolo di Conte. Era così orgoglioso di quest'ultimo titolo che firmò alcune sue opere con lo stesso.

## Galleria d'immagini

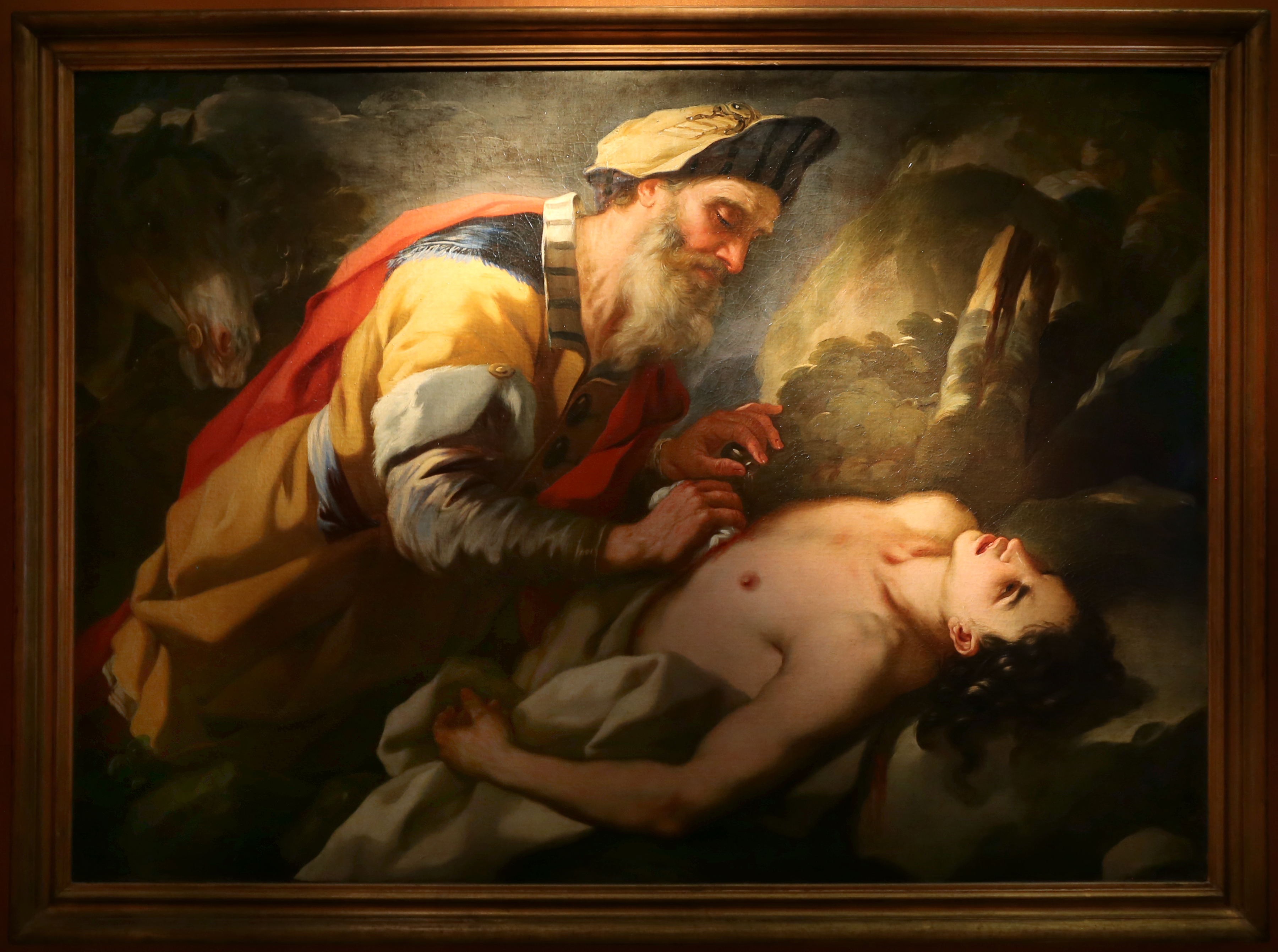
il buon samaritano, 1703-06, Museo di Palazzo Pretorio, Prato
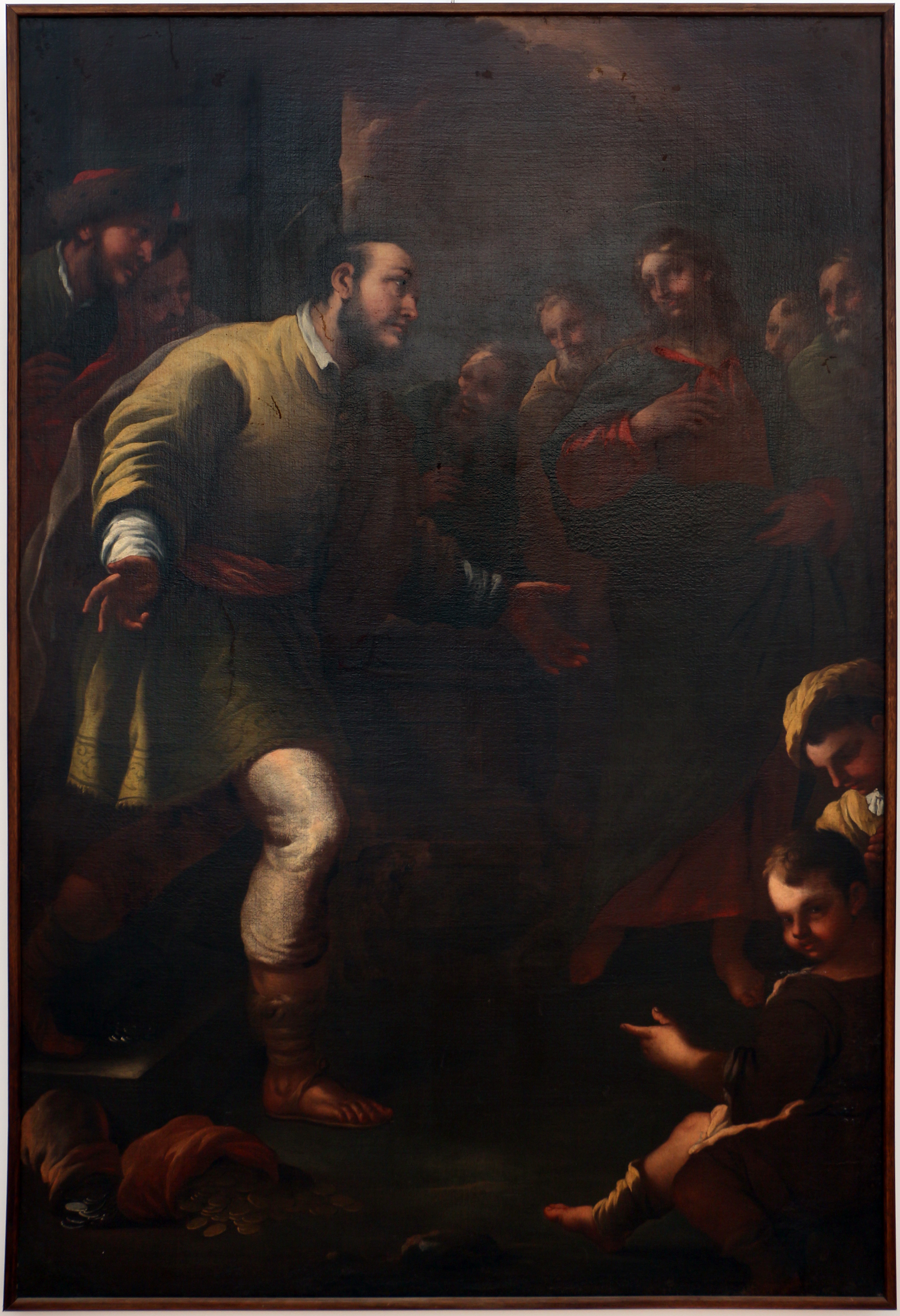
Chiamata di San Matteo, Pinacoteca metropolitana di Bari
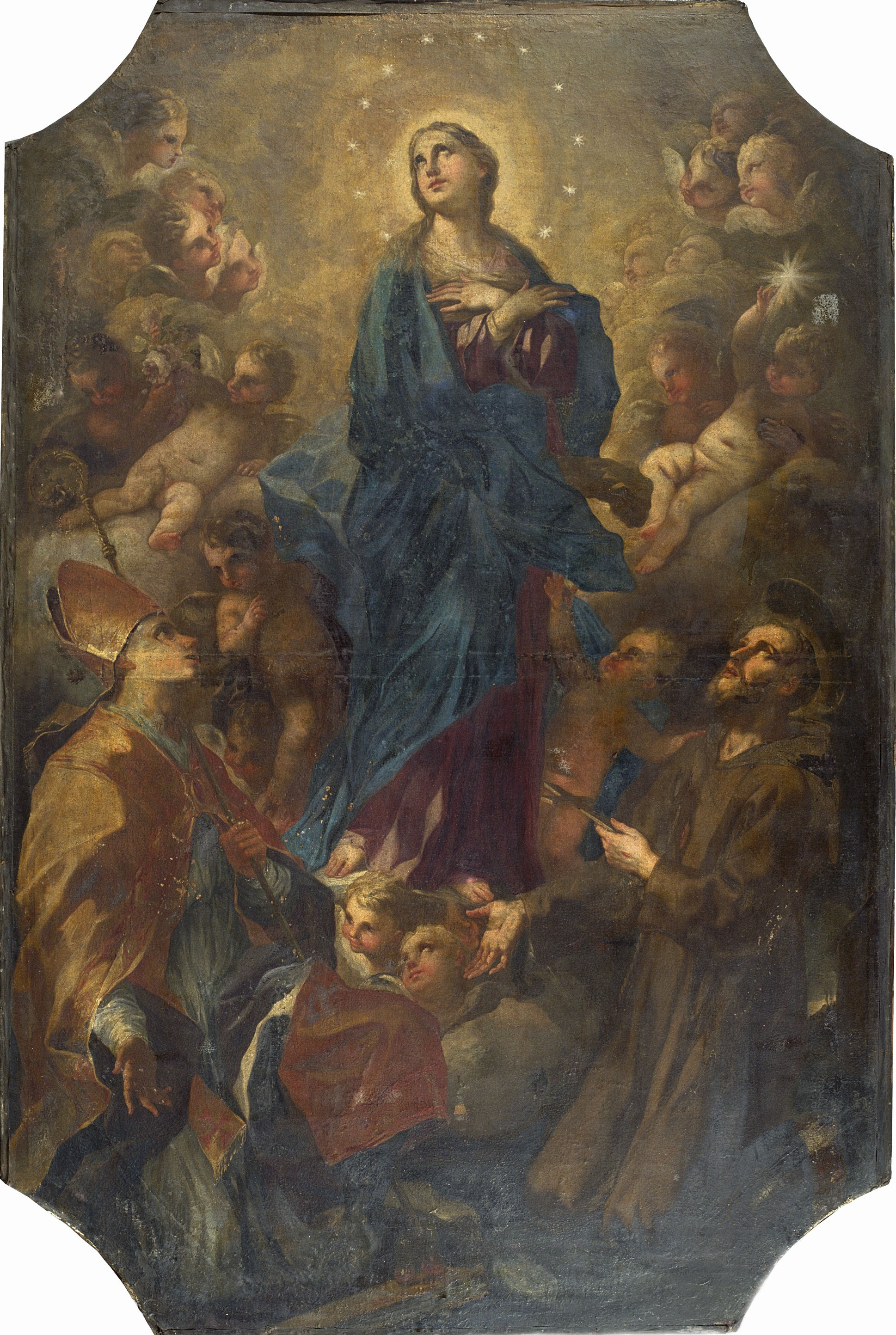
Glorificazione della Vergine, 1700 c., Museo nazionale d'arte della Catalogna, Barcellona
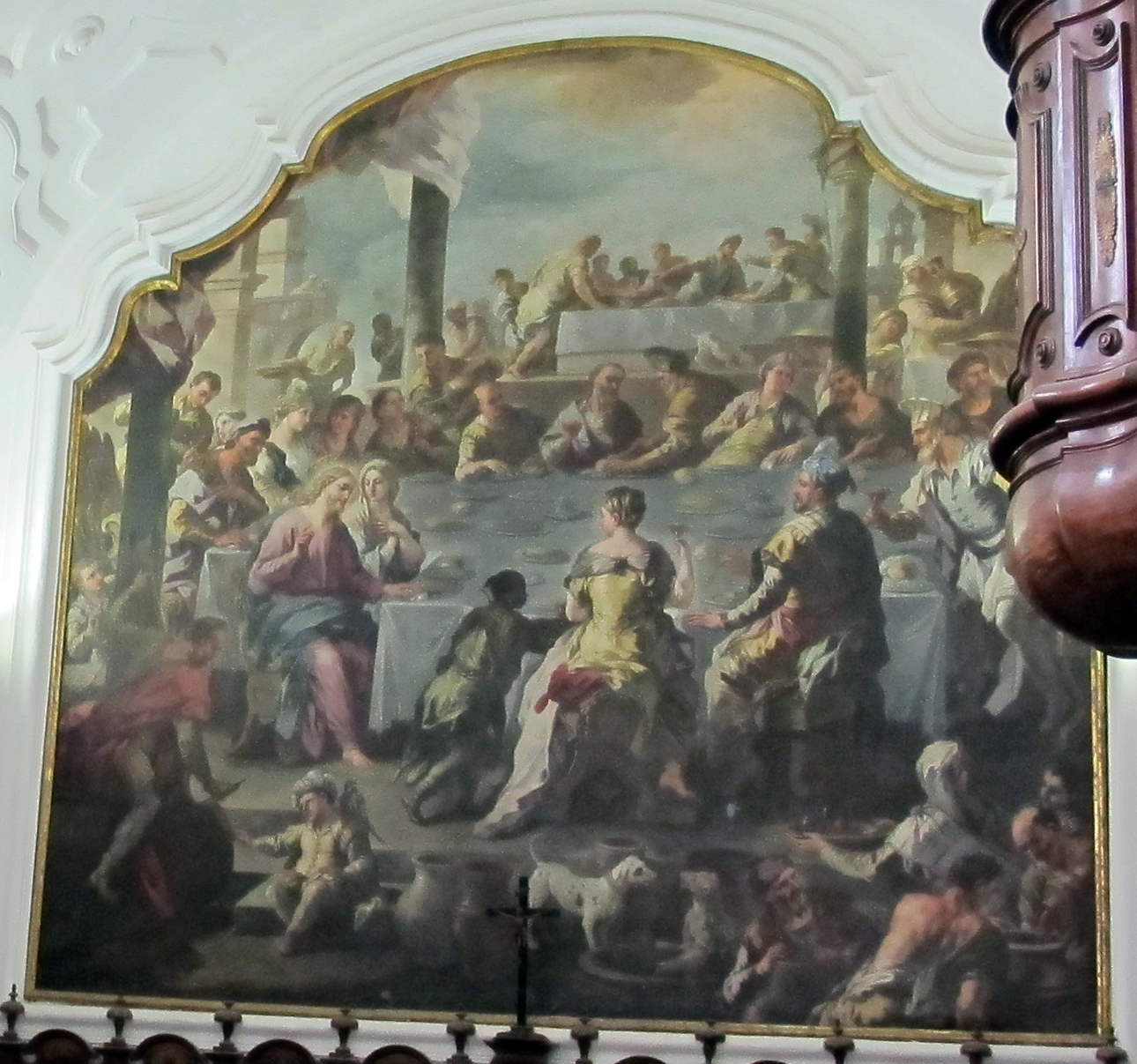
Nozze di Cana, 1724, refettorio Certosa di San Martino, Napoli